# Coppa Città di Enna 1963

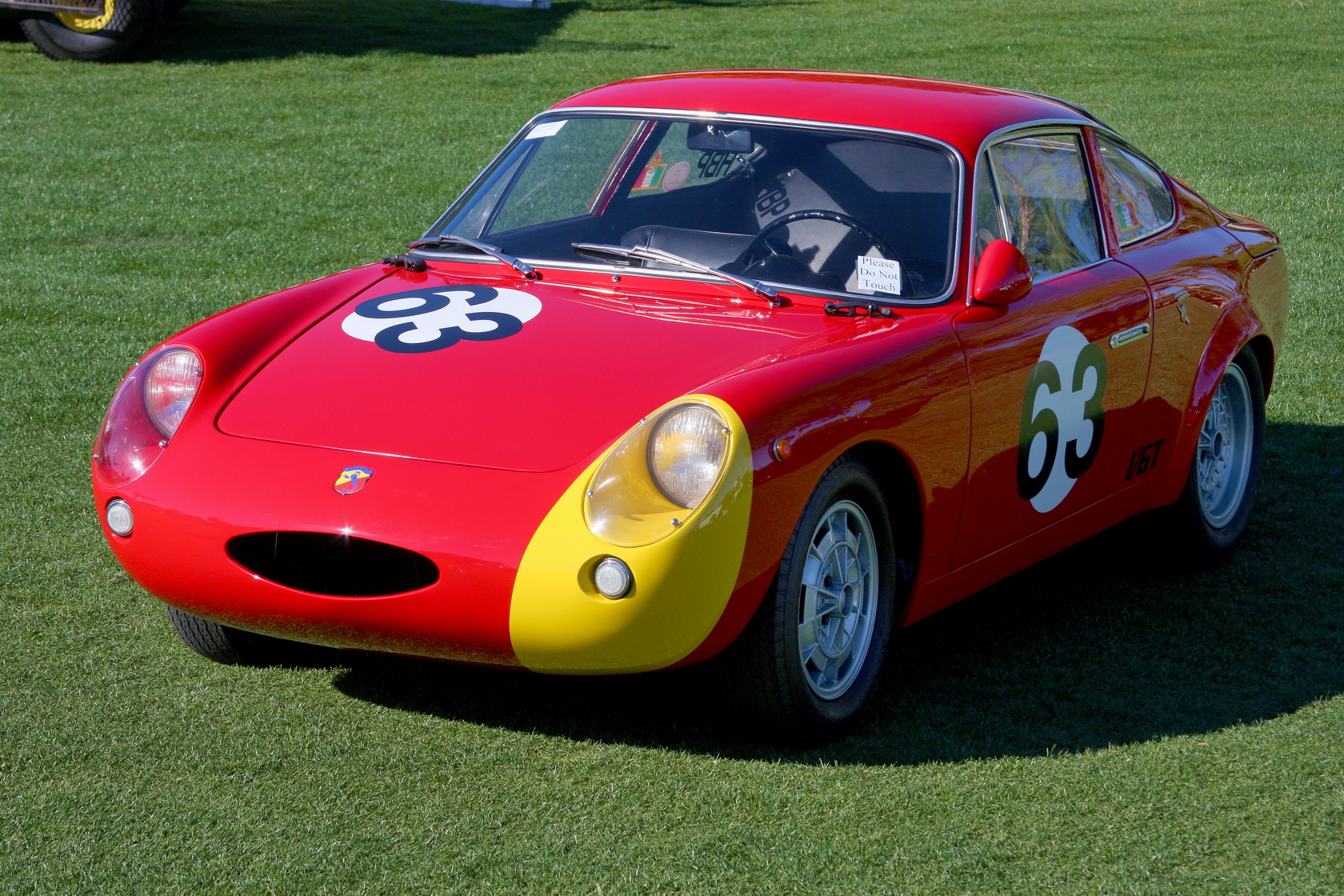
Fiat-Abarth 1000

Die Coppa Città di Enna 1963, auch III. Coppa Citta di Enna, fand am 18. August auf dem Autodromo di Pergusa in Enna auf Sizilien statt und war der 15. Wertungslauf der Sportwagen-Weltmeisterschaft dieses Jahres.

## Das Rennen
Wie 1962  fand auch 1963 neben der Targa Florio mit der Coppa in Sizilien ein zweiter Weltmeisterschaftslauf statt. Ohne Meisterschaftsstatus hätte das Rennen ausschließlich regionale Bedeutung gehabt. Zugelassen waren GT-Fahrzeuge bis maximal 1 Liter Hubraum. Bis auf drei BMW 700, die mangels Homologation disqualifiziert wurden, waren nur Fahrzeuge der Marke Abarth gemeldet. Die Fahrer waren ausschließlich Italiener. Sieger wurde Romano Perdomi auf einem Fiat-Abarth 1000 mit deutlichem Vorsprung auf die Konkurrenz.

## Ergebnisse

### Schlussklassement
| 1                  | GT 1.0 | 52 |  | Romano Perdomi         | Fiat-Abarth 1000 | 65 |
| 2                  | GT 1.0 | 34 |  | Gianfranco Rovetto     | Fiat-Abarth 1000 | 63 |
| 3                  | GT 700 | 20 |  | Gian-Battista Mainetti | Fiat-Abarth 700  | 60 |
| 4                  | GT 700 | 16 |  | Ricciardo Ricci        | Fiat-Abarth 700  | 60 |
| 5                  | GT 1.0 | 26 |  | Antonio Riolo          | Fiat-Abarth 1000 | 59 |
| 6                  | GT 700 | 4  |  | Giovanni Pessina       | Fiat-Abarth 700  | 58 |
| 7                  | GT 700 | 12 |  | Angelo Rizzo           | Fiat-Abarth 700  | 54 |
| 8                  | GT 700 | 14 |  | Girolamo Capra         | Fiat-Abarth 700  | 54 |
| Ausgefallen        |        |    |  |                        |                  |    |
| 9                  | GT 1.0 | 32 |  | Anzio Zucchi           | Fiat-Abarth 1000 | 2  |
| 10                 | GT 1.0 | 24 |  | Marsilio Pasotti       | Fiat-Abarth 1000 | 1  |
| 11                 | GT 1.0 | 36 |  | Francesco Patané       | Fiat-Abarth 1000 |    |
| 12                 | GT 1.0 | 48 |  | Alfio Monaco           | Fiat-Abarth 1000 |    |
| Nicht gestartet    |        |    |  |                        |                  |    |
| 13                 | GT 700 | 2  |  | Silvestre Semilia      | BMW 700          | 1  |
| 14                 | GT 700 | 6  |  | Salvatore Calascibetta | BMW 700          | 2  |
| 15                 | GT 700 | 8  |  | Francesco Troia        | BMW 700          | 3  |
| Nicht qualifiziert |        |    |  |                        |                  |    |
| 16                 | GT 700 | 18 |  | Antonio Scimone        | Fiat-Abarth 700  | 4  |
| 17                 | GT 1.0 | 22 |  | Francesco Piccione     | Fiat-Abarth 1000 | 5  |

1 wegen fehlender Homologation disqualifiziert
2 wegen fehlender Homologation disqualifiziert
3 wegen fehlender Homologation disqualifiziert
4 nicht qualifiziert
5 nicht qualifiziert

### Nur in der Meldeliste
Hier finden sich Teams, Fahrer und Fahrzeuge, die ursprünglich für das Rennen gemeldet waren, aber aus den unterschiedlichsten Gründen daran nicht teilnahmen.
| Pos. | Klasse | Nr. | Team | Fahrer               | Chassis              |
| ---- | ------ | --- | ---- | -------------------- | -------------------- |
| 18   | GT 1.0 |     |      |                      | Marcos               |
| 19   | GT 1.0 |     |      |                      | Austin-Healey Sprite |
| 20   | GT 1.0 |     |      |                      | Austin-Healey Sprite |
| 21   | GT 700 | 10  |      | Gilberto Facchinetti | Fiat-Abarth 700      |
| 22   | GT 1.0 | 28  |      | Stefano Alongi       | Fiat-Abarth 1000     |
| 23   | GT 1.0 | 30  |      | Vincenzo Cannataro   | Fiat-Abarth 1000     |
| 24   | GT 1.0 | 38  |      | Mariano Spadafora    | Fiat-Abarth 1000     |
| 25   | GT 1.0 | 40  |      | Cesare di Belmonte   | Fiat-Abarth 1000     |
| 26   | GT 1.0 | 42  |      | Enzo Buzzetti        | Fiat-Abarth 1000     |
| 27   | GT 1.0 | 44  |      | Arriba               | Fiat-Abarth 1000     |
| 28   | GT 1.0 | 46  |      | Saverio Salerno      | Fiat-Abarth 1000     |
| 29   | GT 1.0 | 50  |      | Benedetto Guarini    | Fiat-Abarth 1000     |

### Klassensieger
| Klasse | Fahrer                 | Fahrzeug         | Platzierung im Gesamtklassement |
| ------ | ---------------------- | ---------------- | ------------------------------- |
| GT 1.0 | Romano Perdomi         | Fiat-Abarth 1000 | Gesamtsieg                      |
| GT 700 | Gian-Battista Mainetti | Fiat-Abarth 700  | Rang 3                          |

### Renndaten
- Gemeldet: 29
- Gestartet: 12
- Gewertet: 8
- Rennklassen: 2
- Zuschauer: unbekannt
- Wetter am Renntag: warm und trocken
- Streckenlänge: 4,807 km
- Fahrzeit des Siegerteams: 1:50:44,000 Stunden
- Gesamtrunden des Siegerteams: 65
- Gesamtdistanz des Siegerteams: 312,455 km
- Siegerschnitt: 169,301 km/h
- Pole Position: Antonio Zucchi – Fiat-Abarth 1000 (#31) – 1:34,800
- Schnellste Rennrunde: Romano Perdomi – Fiat-Abarth 1000 (#6) – 1:37,800 = 176,945 km/h
- Rennserie: 15. Lauf zur Sportwagen-Weltmeisterschaft 1963